# Gloria Notaro
Gloria Notaro fue la primera embajadora de Venezuela en los Países Bajos designada por la Asamblea Nacional durante la crisis presidencial de Venezuela, el 19 de febrero de 2019. Notaro fue sustituida como embajadora por Isaac Salama, después de que fuera designado por la Asamblea Nacional el 11 de junio.